# Капский заяц
Капский заяц (лат. Lepus capensis) — млекопитающее семейства зайцевых.

## Описание
Капский заяц длиной от 50 до 55 см и весом от 1,5 до 2,5 кг. Он меньше, чем заяц-русак. Окрас шерсти верхней части тела бурого цвета с чёрными отметинами, нижняя часть тела белёсая. Верхняя сторона пушистого хвоста чёрная, нижняя — белая. У длинных ушей чёрная вершина. У убегающих зайцев хорошо заметны уши и чёрно-белый хвост.

## Распространение
Вид широко распространён в Африке, за исключением лесистых областей в Западной и Центральной Африке, а также на Аравийском полуострове до Ирака. В Австралию интродуцирован.

## Образ жизни
Капский заяц населяет ряд сухих, открытых жизненных пространств, таких как луга и полупустыни, а также гористые регионы. Он встречается также в полях и на плантациях, однако, они избегают густые леса. Это ночные животные, которые в течение дня прячутся в укрытиях на земле, которые они выкапывают передними лапами по соседству с кустами или пучками травы. В случае приближения хищника, заяц плотно прижимает уши к телу. Если незваный гость подходит слишком близко, зайцы молниеносно выпрыгивают из своего убежища и с высокой скоростью убегают. Они могут бежать со скоростью до 60 км/ч. Ночью они ищут пищу. Питание состоит из травы, а также ягод и грибов. Благодаря своим длинным задним конечностям зайцы могут очень быстро убегать от хищников, они также могут хорошо лазать и плавать.

## Размножение
Самка приносит до четырёх приплодов в год, период беременности длится примерно 42 дня, а размер помёта составляет от 2 до 6. Новорождённые детёныши покрыты волосами, с открытыми глазами. Через 3 недели они впервые принимают твёрдую пищу, через 4 недели они отлучаются. Половая зрелость наступает в возрасте примерно от 7 до 9 месяцев.
Продолжительность жизни капских зайцев составляет от 5 до 6 лет, однако, многие животные не переживают первый год жизни.

## Естественные враги
У капских зайцев много естественных врагов, в том числе хищные кошки и дневные хищные птицы. Люди также охотятся на них из-за их мяса и шкурки.